# Sephanoides
Sephanoides G.R.Gray, 1840 è un genere di uccelli della famiglia Trochilidae.

## Tassonomia
Il genere comprende due sole specie:
- Sephanoides sephaniodes (R.Lesson Garnot, 1827) -   capo di fuoco dorsoverde
- Sephanoides fernandensis (P.P.King, 1831) - capo di fuoco di Juan Fernandez